# Rdeči Breg (gmina Podvelka)
Rdeči Breg – wieś w Słowenii, w gminie Podvelka. W 2018 roku liczyła 90 mieszkańców.